# Población de la Caja del Seguro Obrero

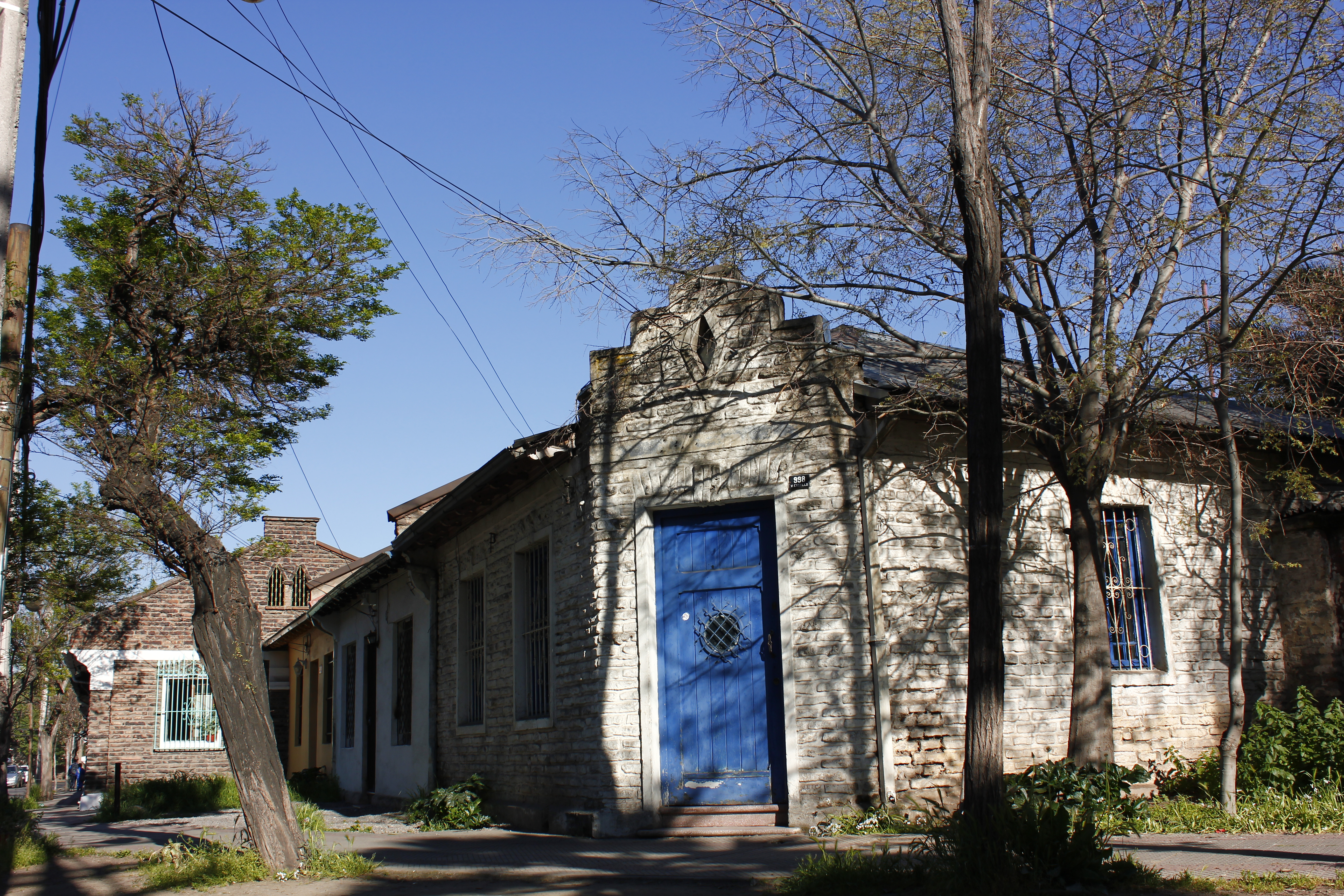
Vista de la casa esquina de la población.

La población de la Caja del Seguro Obrero es un conjunto arquitectónico habitacional, consistente en 30 viviendas de fachada continua ubicadas en la calle Valenzuela Castillo, en la comuna de Providencia, ciudad de Santiago, Chile. Construidas en el año 1929 por el arquitecto Ricardo González Cortés. Fue una de las tantas poblaciones construidas con aporte de la Caja de Seguro Obrero. El conjunto fue declarado Monumento Nacional de Chile, en la categoría de Zona Típica, mediante el Decreto Exento n.º 168, del 26 de mayo de 2000.

## Historia
Su construcción data de 1929, siendo el autor el arquitecto Ricardo González. El terreno en donde se construyeron las casas pertenecía a Eduardo Matta Tagle. En 1933 vendió a su mujer la mitad de las casas, quien muchos años las arrendó.
En los años 1930 y 1940 las casas fueron arrendadas a extranjeros, preferencialmente a italianos, alemanes, franceses o descendiente de los mismos. Durante la Segunda Guerra Mundial los vecinos Augusto Kroll y Hans Graner fueron descubiertos en 1944 por tener en sus jardines equipos con los que se comunicaban con los buques alemanes, informando de las posiciones aliadas.

## Descripción
El conjunto se ubica en la calle Valenzuela Castillo, entre la calle José Manuel Infante al poniente, hasta mitad de cuadra al oriente. Son 30 viviendas de fachada continua de estilo art déco, ubicándose 15 a cada lado de la calle. Cuentan con un piso y una techumbre de dos aguas, y están compuestas de un comedor, dos dormitorios, un baño y una cocina. Su construcción es de albañilería de ladrillos a la vista, y la techumbre usa teja holandesa.